# Bickley (Cheshire)
Bickley is een civil parish in het bestuurlijke gebied Cheshire West and Chester, in het Engelse graafschap Cheshire met 481 inwoners.